# Christian Lapetra
Christian Lapetra Lorén  (Zaragoza, Aragón, España, 13 de enero de 1970) es un empresario y exdirigente deportivo español, presidente del Real Zaragoza entre los años 2014 y 2022.

## Biografía
Christian Lapetra nació el 13 de enero de 1970 en Zaragoza. Hijo del mítico jugador Carlos Lapetra, que formó parte de los Cinco Magníficos. Tiene dos hermanas: Carlota (1971) y Clara (1977).

## Real Zaragoza
Lapetra fue elegido presidente del Real Zaragoza el 25 de julio de 2014 tras la compra del club por parte de la Fundación Zaragoza 2032, entidad que también presidió.